# スズキ・GT380
GT380（ジーティーさんびゃくはちじゅう）とは、スズキがかつて製造販売したオートバイである。通称は“サンパチ”。

## 概要
1972年に発売されたロードスポーツモデルである。乾燥重量は169kgで、空冷2ストローク直列3気筒エンジンに6速トランスミッションを組み合わせて搭載された。当時は350ccが主流であったこのクラスで380cc（実寸371cc）という排気量は、GT250の内径x行程=54x54（mm）の2気筒エンジンをベースに1気筒分を追加して3気筒とした開発経緯に由来する。ギヤポジションインジケーターを速度計と回転計の間に設置。シリンダーヘッド付近を流れる空気の流れを速くして、冷却効果を高くするために角張った空気導入ケース「ラムエアーシステム」を搭載する。当時すでに二輪車の水冷エンジンはあったものの、当時はまだ空冷エンジンがメインで、ミドルクラスに水冷エンジンを導入すれば高価になってしまった。このラムエアーシステムはGPマシンのTR500由来で、空冷エンジンの弱点である冷却性を向上させるために採用された。さらに、エンジンは左右2本の排気口を備え、4本だしのマフラーを装着しているのも特徴的である。
当時のライバル車だったカワサキのマッハシリーズおよびKHシリーズと比較して、エンジンは低回転域のトルクも太く、排気煙も比較的少なめであった。車体バランスが良い事に加え、2ストローク3気筒らしいスムーズな特性を実現（120度クランクは同一排気量4ストロークの6気筒エンジンに相当し、動作中はいずれかのシリンダーが必ず爆発状態となる）。オフロードの走破性も高く川の浅瀬も走れる程の非常に乗りやすい中型自動2輪で、自動車教習所にも教習車として導入された。時代の流れで4ストロークエンジンが主流になる中、GT380B7型を最後にGTシリーズは幕を閉じることとなったが、長く人気を保った車種である。現在でも旧車愛好家の間での人気や、暴走族・旧車會の間で改造車種として人気が高いことから、程度の善し悪しを問わず高値で取引されている。しかしその人気ゆえに、盗まれやすいバイクの一つでもある。
一連のGTシリーズとして、他に水冷3気筒のGT750、空冷3気筒のGT550、空冷2気筒のGT250、GT185、GT125、および空冷単気筒のGT100、同社製原付バイクのK50のフレームのシート部のフックを加工、サブフレームを追加して作られた、GA50などが展開された。

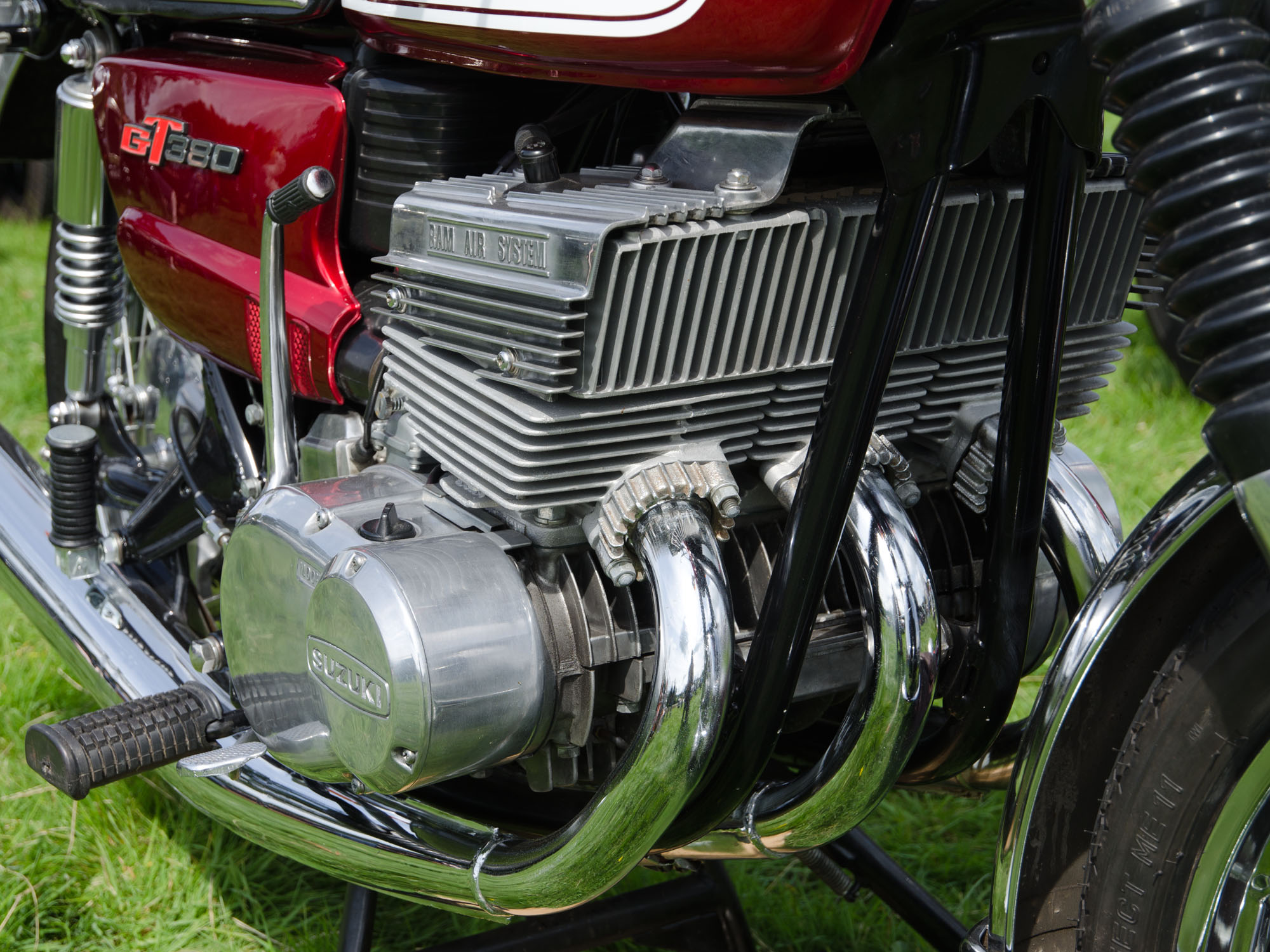
エンジン

## モデル一覧

### 前期型
- GT380（便宜的にB0） フレームNo.：GT380-10001〜

価格:24万5000円
発売時期:1971年12月
色:赤＝キャンディ、ブライトレッド青＝ブライトブルーメタリック、黄緑＝グレイスライムメタリック　輸出色：橙＝ルージュ・ヴィフ、青緑＝ターコイズ
GT各シリーズは「大いなる余裕」が開発テーマとなる。1967年発売の軽自動車フロンテ（2代目LC10型）で得られた空冷2スト3気筒のノウハウが投入され、「走る電気モーター」と呼ばれるほどのスムーズさを誇った。ゼロヨンの実測値では14 - 15秒台、最高速度168 - 176km/hをマークした。
- GT380(B)（便宜的にB1） フレームNo.：GT380B-10001〜

価格:26万円
発売時期:1972年4月
色:赤＝キャンディーブライトレッド、青＝ブライトブルーメタリック、黄緑＝グレイスライムメタリック　輸出色：橙＝ルージュ・ヴィフ、青緑＝ターコイズ
従来のドラムブレーキは、50km/hまでは効くものの80km/h以上では制動力の不足がみられたため、新たにGT380BことGT380ディスクが追加された。フロント周りが一新された一方、容量15Lの燃料タンクなども変更なしで、車重は183kgのままに抑えられた。この影響で全幅は15mm、全高は25mm大きくなった。
- GT380(B2) フレームNo.：GT380B-12652〜

価格:26万円
発売時期:1973年6月
色:銀＝スターダストシルバーメタリック、青＝ブライトブルーメタリック、緑＝オリーブグリーンメタリック
ライトを丸型に、タンクのラインを変更したB2。ウインカーの取り付け幅を変更し、パッシングライトを新採用。3速の減速比も1.157から1.005とローギヤード化されている。また輸出用の車重は171kgと乾燥重量表記となっていた。初期エンジンの最終型。

### 後期型
- GT380(B3) フレームNo.：GT380B-15057〜

価格:28万円
発売時期:1973年12月
色:銀＝スターダストシルバーメタリック、茶＝キャンディーロイヤルマルーン、緑＝オリーブグリーンメタリック
GT185とGT125の登場によりGTシリーズのラインナップが拡大し、1974年には全車のデザイン統一が行われた。強制開閉式キャブレターに変更されたほか、ギヤポジションインジケーター、グラブバーなど使い勝手を向上させる大幅なマイナーチェンジを実施。フォークブーツが廃止され、サイドカバーも変更された。
- GT380(B4) フレームNo.：GT380B-17182〜

価格:30万円
発売時期:1974年8月
色:　　赤＝ジョイフルマルーンメタリック、　　緑＝オリーブグリーンメタリック
400ccクラスにライバル車種が増えたための対策としてスポーティなレッドカラーにゴールドストライプを与えられたB4。燃料タンクのエンブレムロゴが変更されたほか、リアショックアブソーバーの上部カバーも短いものになった。リアフラッシャーのリフレクターも法規改正で赤色となる。
- GT380(B5) フレームNo.：GT380B-20610〜

価格:30万円
発売時期:1976年1月
色:　　深緑＝フォレストグリーンメタリック　　黒＝ブラック
「ミドルクラスの正統派」のキャッチフレーズで登場したのがB5。ドイツの黒い森にちなんだ渋めのフォレストグリーンメタリックが新たに加わった。フロントフェンダーブレースが1本になり、ハンドルグリップがソフトなものに変更。価格は据え置きとなる。
- GT380(B6) フレームNo.：GT380B-24892〜（ただし『B6・B7用パーツリスト』には「25034〜」とある）

価格:31万円
発売時期:1977年2月
色:　　赤＝キャンディーカリプソンレッド　　　緑＝オリーブグリーンメタリック
4ストロークエンジン搭載のGS400がデビューしたが、アメリカでは55マイル＝88km/h規制の関係から最も快適と評価が高く輸出が続けられ、欧州でも高い評価を得た。国内ではメーター表示を200km/hから180km/hに変更、ギアポジションインジケーターが7セグLED表示に変更された。GSと共通のフラッシャー&テールランプ付きでイメージを一新した。
- GT380(B7) フレームNO.GT380B-29653〜

価格:31万円
発売時期:78年4月
色:赤＝キャンディジプシーレッド　　緑＝オリーブグリーンメタリック　　　茶＝ディープバーカンディーメタリック
タンクのラインがRG250と同一のタイプになり、フロントフェンダーもGSと共通のステーなしタイプになるなど、他車種とのイメージの統一化が図られたB7。ヘッドライトケースがメッキ仕上げに変更されている。車体色はレッドとグリーン系ブラウン系が揃えられた。

## 各種メディアでの登場
- 仮面ライダー - 劇用車として登場した（新サイクロン号の変身前の車体として使用）[1]。
- 仮面ライダーX- 劇用車として登場した　神敬介が乗るバイク　スターダストシルバーメタリック
- 秘密戦隊ゴレンジャー - 劇用車として登場した（ブルーマシーン(→ブルースター)、グリーンマシン(→グリーンスター)の素材として使用）[1]。
- 湘南爆走族 - 桜井信二の愛車として登場した[1]。